# Grand Prix Południowej Afryki 1981
Grand Prix Południowej Afryki 1981 – eliminacja Formuły Libre, rozegrana w dniach 5–7 lutego 1981 roku na torze Kyalami w Południowej Afryce.
Wyścig początkowo miał być inauguracyjną rundą sezonu 1981 Formuły 1. Z uwagi na konflikt FISA-FOCA i brak zgody organizatorów na przesunięcie rundy na kwiecień, odbył się w pierwotnie planowanym terminie jako zawody Formuły Libre. W zawodach uczestniczyły zespoły powiązane z FOCA, zatem nieobecne były na nich Alfa Romeo, Ferrari, Ligier, Osella i Renault. Korzystano ze starych samochodów z tzw. przesuwnymi fartuchami, zakazanych regulaminem na sezon 1981.
Wyścig wygrał Carlos Reutemann w Williamsie, który wyprzedził startującego z pole position Nelsona Piqueta w Brabhamie. Trzecią pozycję zajął Elio de Angelis (Lotus). Reutemann ustanowił również najszybsze okrążenie.

## Tło
Eskalacją konfliktu FISA z FOCA w 1980 roku było uznanie Grand Prix Hiszpanii za rundę nielegalną. Po sezonie FISA przystąpiła do tworzenia kalendarza na rok 1981, ustalając datę Grand Prix Południowej Afryki na 7 lutego. Jednakże po zakończeniu sezonu Bernie Ecclestone podjął wstępne działania mające na celu utworzenie serii konkurencyjnej dla Formuły 1. Ten projekt nie cieszył się szczególnym poparciem i miał na celu przede wszystkim wyrobienie pozycji negocjacyjnej z Jeanem-Marie Balestre’em, jednak wstrzymał on przygotowania do mistrzostw, skutkując odwołaniem styczniowego Grand Prix Argentyny.
Przedłużający się konflikt z FOCA spowodował, że pod koniec grudnia FISA, zmuszona do zrewidowania kalendarza, bez zgody organizatorów przełożyła Grand Prix Południowej Afryki na 11 kwietnia i ogłosiła to południoafrykańskiemu związkowi motorowemu oraz jego sportowemu oddziałowi – South African Motor Racing Club (SAMRAC). Organizatorzy sprzeciwili się przesunięciu rundy ze względu na fakt promowania wyścigu z datą lutową, zawarcia umowy ze sponsorem – Nashua – na 7 lutego, podpisanie na ten termin kontraktu przez firmę zarządzającą torem – Kyalami Enterprises – oraz obawy dotyczące złej pogody w Południowej Afryce w kwietniu. Mimo tych argumentów FISA wysłała 9 stycznia do SAMRAC teleks, w którym stanowiła, że 11 kwietnia jest jedyną możliwą datą, aby runda została ujęta w kalendarzu mistrzostw świata Formuły 1, dodając, że 7 lutego organizatorzy mogą zorganizować zawody Formuły Libre. W obawie przed reakcją FOCA na zaakceptowanie kwietniowej daty, organizatorzy postanowili rozegrać wyścig w lutym.
Ta decyzja oznaczała, że powiązane z FISA zespoły nie uczestniczyły w wyścigu, a 31 stycznia wyruszyły na niego zespoły powiązanie z FOCA. Konstruktorzy, mając świadomość, iż Grand Prix Południowej Afryki jest wyścigiem Formuły Libre i jako taki nie podlega przepisom Formuły 1 na sezon 1981, postanowili przywieźć samochody z 1980 roku z przesuwnymi fartuchami, zabronionymi w Formule 1 od 1981 roku. Aby zapewnić zespołom opony, FOCA zawarła umowę z International Racing Tyre Service (IRTS), odpowiedzialnym za dostarczanie m.in. opon Avon od europejskiej części sezonu 1981. IRTS na mocy umowy udostępnił zespołom opony Goodyear używane w serii Aurora F1 w 1980, co wymusiło brak opon kwalifikacyjnych i ograniczoną liczbę kompletów opon wyścigowych (trzy lub cztery komplety slicków oraz jeden komplet opon deszczowych).

## Uczestnicy
W Grand Prix wzięło udział dziewiętnaście samochodów, z czego wszystkie były napędzane silnikami Cosworth DFV. W Williamsie ścigali się mistrz świata Alan Jones oraz Carlos Reutemann, kierowcami Brabhama byli Nelson Piquet oraz tymczasowo zastępujący Héctora Rebaque Ricardo Zunino. Lotusami rywalizowali Elio de Angelis oraz Nigel Mansell, który zastąpił Mario Andrettiego, odchodzącego do Alfy Romeo; Lotus planował również wystawić trzeci samochód dla sponsorowanego przez Candy Jeana-Pierre’a Jariera, ale Colin Chapman nie podpisał stosownego kontraktu. W McLarenie, przejętym przez Project Four, obok Johna Watsona nowym kierowcą był protegowany Marlboro, Andrea de Cesaris. Tyrrelli używali przybyły z Oselli Eddie Cheever oraz lokalna zawodniczka, Desiré Wilson, która zapłaciła za start. W Fittipaldim kończącego karierę Emersona Fittipaldiego zastąpił Chico Serra, a Keke Rosberg pozostał drugim kierowcą. Arrows, który zapewnił sobie wsparcie nowych sponsorów, korzystał z usług Włochów: Riccardo Patrese i Siegfrieda Stohra, który zastąpił Jochena Massa. W Grand Prix uczestniczył również Theodore, teoretycznie jako niezależny konstruktor, w praktyce używający Shadowa DN12; prowadził go Geoff Lees. W ATS ścigał się Jan Lammers, Ensigna prowadził Marc Surer, a kierowcami powiązanego z RAM, powracającego Marcha, byli Derek Daly i Eliseo Salazar.

## Kwalifikacje
Podczas kwalifikacji Reutemann gwałtownie opuścił drogę w zakręcie Clubhouse, a jego Williams wpadł na ogrodzenie. W efekcie kierowca tkwił uwięziony w samochodzie  i splątany drutem przez pięć minut, jednak nie odniósł obrażeń.
Pole position uzyskał Nelson Piquet w Brabhamie BT49. Za nim kwalifikacje zakończyli kierowcy Williamsa: Reutemann i Jones. Czwarte miejsce zajął Keke Rosberg, za którym ustawili się de Angelis i Patrese. Z powodu choroby czasu nie ustanowił Salazar, jednak został dopuszczony do startu.

## Wyścig
Rano w dniu wyścigu nad torem przeszła ulewa. W momencie jego rozpoczęcia, o godzinie 14:00, padało znacznie lżej, jednak tor był całkowicie mokry. Mimo to Reutemann, Rosberg, de Cesaris, de Angelis, Cheever, Patrese i Stohr rozpoczęli rywalizację na slickach.
Na starcie prowadzenie utrzymał Piquet, a źle wystartowali zawodnicy Williamsa, w efekcie czego drugie miejsce objął de Angelis, a trzecie Lammers. Po pierwszym okrążeniu prowadził Piquet z przewagą trzech sekund nad de Angelisem, za którym jechali Lammers, Reutemann, Rosberg, Mansell, Watson, Jones, Zunino i Daly. Na drugim okrążeniu Lammers bez powodzenia próbował wyprzedzić de Angelisa w zakręcie Crowthorne i wypadł z toru, po czym zjechał do boksów na naprawę tylnej tarczy hamulcowej; tymczasem Rosberg został wyprzedzony przez Jonesa i Watsona. Dwa okrążenia później Reutemann stracił pozycje na rzecz Mansella i Watsona. Na piątym okrążeniu Mansell nieudanie zaatakował de Angelisa i spadł za Watsona, podobnie Reutemann za Jonesa i Zunino za Daly’ego. Okrążenie później Watson znalazł się przed de Angelisem, a Mansella wyprzedził Jones. Ponadto Reutemann, korzystający ze slicków, został wyprzedzony przez używającego opon deszczowych Daly’ego. Na siódmym okrążeniu Jones awansował na trzecie miejsce. Podczas dziewiątego okrążenia Daly wyprzedził Lotusy de Angelisa i Mansella, następnie de Angelisa wyprzedził także Zunino. Prowadził Piquet z piętnastosekundową przewagą nad Watsonem, za którym jechali Jones, Daly, Mansell, Zunino, de Angelis, Reutemann, Serra i Surer.
Na dwunastym okrążeniu Zunino wyprzedził Mansella. Tymczasem w pojeździe Leesa uszkodzeniu uległo zawieszenie i w zakręcie Crowthorne Brytyjczyk wypadł z trasy i uderzył w słupek, na krótko tracąc przytomność. Okrążenie później z powodu awarii silnika wycofał się Stohr. Na czternastym okrążeniu z zakrętu Crowthorne wypadł Mansell, który uszkodził Lotusa 81, jednak był w stanie kontynuować wyścig; tymczasem de Angelis uległ Reutemannowi. W tym okresie tor zaczął przesychać, w efekcie czego na siedemnastym okrążeniu Mansell zjechał do boksów po slicki, a Lammers wznowił rywalizację po wielominutowym postoju. Mimo utraty przewagi ze względu na niedostosowane opony Piquet nie wymieniał opon, w przeciwieństwie do Jonesa (18. okrążenie) i Daly’ego (19. okrążenie). Na dziewiętnastym okrążeniu Serra wyprzedził Reutemanna i jechał jako czwarty, za Zunino, Watsonem i Piquetem, a przed Reutemannem, Surerem i de Angelisem. Na przesychającym torze przewaga Piqueta malała, a korzystający ze slicków Reutemann wyprzedził Serrę na 24. okrążeniu i zbliżył się do Zunino.
Prowadzący Piquet zjechał na zmianę opon na 27. okrążeniu. Po wymianie, trwającej 25 sekund, wrócił na tor na czwartym miejscu; nowym liderem został Watson, za którym jechali Reutemann i Zunino. Dwa okrążenia później do boksów zjechali Watson, Zunino, Salazar i Serra, przez co Reutemann objął prowadzenie, z dziesięciosekundową przewagą nad Piquetem, za którym jechali de Angelis, Watson, de Cesaris, Rosberg, Patrese, Cheever, Zunino i Mansell. Na 31. okrążeniu de Cesaris wypadł w zakręcie Leeukop i wrócił do rywalizacji na dwunastym miejscu. W tym czasie z rywalizacji wycofali się Lammers i Salazar. Podczas 34. okrążenia Rosberg wyprzedził Patrese, a Reutemann w tym czasie zwiększał przewagę. W okolicach 40. okrążenia tor był już zupełnie suchy. Na 44. okrążeniu Mansell zjechał na naprawę samochodu i wymianę opon, a po powrocie na tor natychmiast wyprzedził Surera. Na 52. okrążeniu Desiré Wilson wypadła z toru w zakręcie Leeukop i zakończyła rywalizację z uwagi na uszkodzenia samochodu. W tym czasie Rosberg wyprzedził Watsona. Trzy okrążenia później de Cesaris miał wypadek, a na 59. okrążeniu z powodu uszkodzonego akumulatora odpadł Surer. Na 63. okrążeniu rywalizację z powodu uszkodzonych fartuchów i złego prowadzenia samochodu zakończył Jones.
W tym czasie zwiększyło się zachmurzenie nad torem. Prowadził Reutemann z przewagą 18 sekund nad Piquetem i 50 nad de Angelisem. Na 67. okrążeniu Piquet ustalił najszybsze okrążenie na poziomie 1:13,89, a Serra wyprzedził Mansella. Na 70. okrążeniu nastąpił powrót opadów deszczu, mimo to 72. okrążenie Reutemann zakończył z czasem 1:13,61. Argentyńczyk prowadził do mety i wygrał Grand Prix Południowej Afryki po raz drugi w karierze, po 1974 roku.
W momencie zwycięstwa Reutemann nie wiedział, czy wyścig ostatecznie nie będzie zaliczany do mistrzostw świata. Wieczorem komunikat prasowy FISA potwierdził, że Grand Prix Południowej Afryki nie liczy się do mistrzostw świata.
Wyścig nie cieszył się zainteresowaniem mediów oraz widzów (z frekwencją na poziomie 35 000) i okazał się komercyjną porażką.

## Lista startowa
Źródło: Stats F1
| Nr | Kierowca          | Zespół                        | Samochód       | Silnik                   | Opony |
| -- | ----------------- | ----------------------------- | -------------- | ------------------------ | ----- |
| 1  | Alan Jones        | Williams Racing Team          | Williams FW07C | Ford Cosworth DFV 3.0 V8 | G     |
| 2  | Carlos Reutemann  | Williams Racing Team          | Williams FW07C | Ford Cosworth DFV 3.0 V8 | G     |
| 3  | Eddie Cheever     | Team Tyrrell                  | Tyrrell 010    | Ford Cosworth DFV 3.0 V8 | G     |
| 4  | Desiré Wilson     | Team Tyrrell                  | Tyrrell 010    | Ford Cosworth DFV 3.0 V8 | G     |
| 5  | Nelson Piquet     | Motor Racing Developments Ltd | Brabham BT49   | Ford Cosworth DFV 3.0 V8 | G     |
| 6  | Ricardo Zunino    | Motor Racing Developments Ltd | Brabham BT49   | Ford Cosworth DFV 3.0 V8 | G     |
| 7  | John Watson       | Team McLaren                  | McLaren M29F   | Ford Cosworth DFV 3.0 V8 | G     |
| 8  | Andrea de Cesaris | Team McLaren                  | McLaren M29F   | Ford Cosworth DFV 3.0 V8 | G     |
| 9  | Jan Lammers       | Team ATS                      | ATS D4         | Ford Cosworth DFV 3.0 V8 | G     |
| 11 | Elio de Angelis   | Team Lotus                    | Lotus 81       | Ford Cosworth DFV 3.0 V8 | G     |
| 12 | Nigel Mansell     | Team Lotus                    | Lotus 81       | Ford Cosworth DFV 3.0 V8 | G     |
| 14 | Marc Surer        | Ensign Racing                 | Ensign N180B   | Ford Cosworth DFV 3.0 V8 | G     |
| 17 | Derek Daly        | March Grand Prix Team         | March 811      | Ford Cosworth DFV 3.0 V8 | G     |
| 18 | Eliseo Salazar    | March Grand Prix Team         | March 811      | Ford Cosworth DFV 3.0 V8 | G     |
| 20 | Keke Rosberg      | Fittipaldi Automotive         | Fittipaldi F8C | Ford Cosworth DFV 3.0 V8 | G     |
| 21 | Chico Serra       | Fittipaldi Automotive         | Fittipaldi F8C | Ford Cosworth DFV 3.0 V8 | G     |
| 29 | Riccardo Patrese  | Arrows Racing Team            | Arrows A3      | Ford Cosworth DFV 3.0 V8 | G     |
| 30 | Siegfried Stohr   | Arrows Racing Team            | Arrows A3      | Ford Cosworth DFV 3.0 V8 | G     |
| 33 | Geoff Lees        | Theodore Racing Team          | Theodore TR1   | Ford Cosworth DFV 3.0 V8 | G     |
| Nr | Kierowca          | Zespół                        | Samochód       | Silnik                   | Opony |

## Wyniki
Źródła: GP Archive, Stats F1

### Kwalifikacje
| P  | Nr | Kierowca          | Konstruktor(-silnik) | Opony | Czas    | Odstęp  | Strata  |
| -- | -- | ----------------- | -------------------- | ----- | ------- | ------- | ------- |
| 1  | 5  | Nelson Piquet     | Brabham-Ford         | G     | 1:12,78 | -       | -       |
| 2  | 2  | Carlos Reutemann  | Williams-Ford        | G     | 1:12,98 | 0:00,20 | 0:00,20 |
| 3  | 1  | Alan Jones        | Williams-Ford        | G     | 1:13,28 | 0:00,30 | 0:00,50 |
| 4  | 20 | Keke Rosberg      | Fittipaldi-Ford      | G     | 1:13,29 | 0:00,01 | 0:00,51 |
| 5  | 11 | Elio de Angelis   | Lotus-Ford           | G     | 1:13,47 | 0:00,18 | 0:00,69 |
| 6  | 29 | Riccardo Patrese  | Arrows-Ford          | G     | 1:14,07 | 0:00,60 | 0:01,29 |
| 7  | 6  | Ricardo Zunino    | Brabham-Ford         | G     | 1:14,35 | 0:00,28 | 0:01,57 |
| 8  | 12 | Nigel Mansell     | Lotus-Ford           | G     | 1:14,38 | 0:00,03 | 0:01,60 |
| 9  | 8  | Andrea de Cesaris | McLaren-Ford         | G     | 1:14,39 | 0:00,01 | 0:01,61 |
| 10 | 9  | Jan Lammers       | ATS-Ford             | G     | 1:14,85 | 0:00,46 | 0:02,07 |
| 11 | 30 | Siegfried Stohr   | Arrows-Ford          | G     | 1:14,93 | 0:00,08 | 0:02,15 |
| 12 | 3  | Eddie Cheever     | Tyrrell-Ford         | G     | 1:14,95 | 0:00,02 | 0:02,17 |
| 13 | 21 | Chico Serra       | Fittipaldi-Ford      | G     | 1:15,06 | 0:00,11 | 0:02,28 |
| 14 | 14 | Marc Surer        | Ensign-Ford          | G     | 1:15,18 | 0:00,12 | 0:02,40 |
| 15 | 7  | John Watson       | McLaren-Ford         | G     | 1:15,25 | 0:00,07 | 0:02,47 |
| 16 | 4  | Desiré Wilson     | Tyrrell-Ford         | G     | 1:15,56 | 0:00,31 | 0:02,78 |
| 17 | 17 | Derek Daly        | March-Ford           | G     | 1:16,80 | 0:01,24 | 0:04,02 |
| 18 | 33 | Geoff Lees        | Theodore-Ford        | G     | 1:17,08 | 0:00,28 | 0:04,30 |
| 19 | 18 | Eliseo Salazar    | March-Ford           | G     | -       | -       | -       |
| P  | Nr | Kierowca          | Konstruktor(-silnik) | Opony | Czas    | Odstęp  | Strata  |

### Wyścig
| P                 | + / –     | Nr | Kierowca          | Konstruktor     | Opony | Okr. | Czas / Strata | Komentarz  |
| ----------------- | --------- | -- | ----------------- | --------------- | ----- | ---- | ------------- | ---------- |
| 1                 | 1         | 2  | Carlos Reutemann  | Williams-Ford   | G     | 77   | 1h44:54,03    |            |
| 2                 | 1         | 5  | Nelson Piquet     | Brabham-Ford    | G     | 77   | +0:20,14      |            |
| 3                 | 2         | 11 | Elio de Angelis   | Lotus-Ford      | G     | 77   | +1:06,24      |            |
| 4                 | Bez zmian | 20 | Keke Rosberg      | Fittipaldi-Ford | G     | 76   | +1 okr.       |            |
| 5                 | 10        | 7  | John Watson       | McLaren-Ford    | G     | 76   | +1 okr.       |            |
| 6                 | Bez zmian | 29 | Riccardo Patrese  | Arrows-Ford     | G     | 76   | +1 okr.       |            |
| 7                 | 5         | 3  | Eddie Cheever     | Tyrrell-Ford    | G     | 76   | +1 okr.       |            |
| 8                 | 1         | 6  | Ricardo Zunino    | Brabham-Ford    | G     | 75   | +2 okr.       |            |
| 9                 | 4         | 21 | Chico Serra       | Fittipaldi-Ford | G     | 75   | +2 okr.       |            |
| 10                | 2         | 12 | Nigel Mansell     | Lotus-Ford      | G     | 74   | +3 okr.       |            |
| 11                | 6         | 17 | Derek Daly        | March-Ford      | G     | 74   | +3 okr.       |            |
| Niesklasyfikowani |           |    |                   |                 |       |      |               |            |
|                   |           | 1  | Alan Jones        | Williams-Ford   | G     | 62   | +15 okr.      | fartuch    |
|                   |           | 14 | Marc Surer        | Ensign-Ford     | G     | 58   | +19 okr.      | akumulator |
|                   |           | 8  | Andrea de Cesaris | McLaren-Ford    | G     | 54   | +23 okr.      | wypadek    |
|                   |           | 4  | Desiré Wilson     | Tyrrell-Ford    | G     | 51   | +26 okr.      | wypadek    |
|                   |           | 18 | Eliseo Salazar    | March-Ford      | G     | 32   | +45 okr.      | opony      |
|                   |           | 9  | Jan Lammers       | ATS-Ford        | G     | 17   | +60 okr.      | hamulce    |
|                   |           | 30 | Siegfried Stohr   | Arrows-Ford     | G     | 12   | +65 okr.      | silnik     |
|                   |           | 33 | Geoff Lees        | Theodore-Ford   | G     | 11   | +66 okr.      | wypadek    |
| P                 | + / –     | Nr | Kierowca          | Konstruktor     | Opony | Okr. | Czas / Strata | Komentarz  |